# Posouzení rizik systémů zásobování pitnou vodou

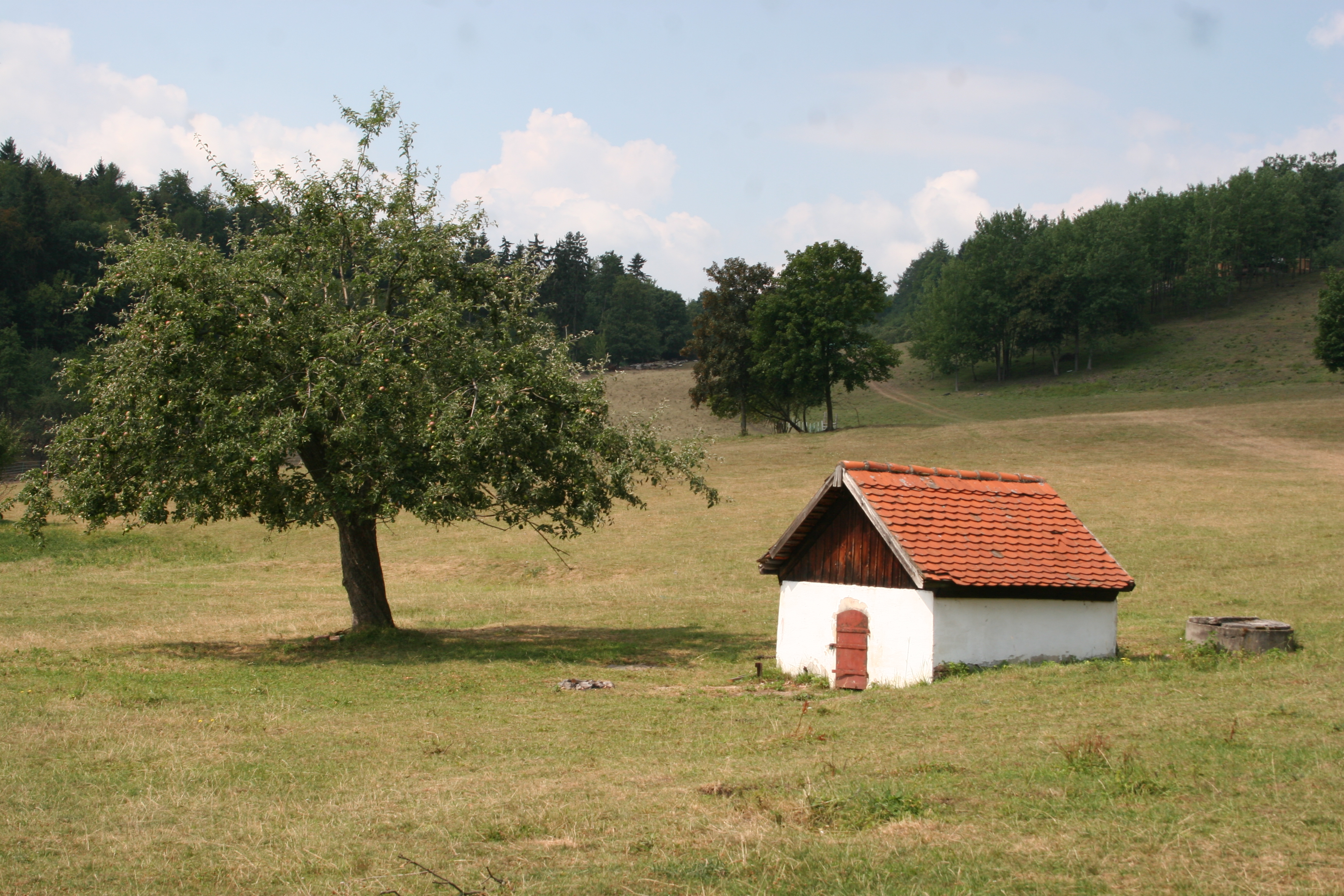
Jedním z častých rizik je absence oplocení, zabezpečení a příslušného označení jednotlivých vodárenských objektů

Posouzení rizik systémů zásobování pitnou vodou (také riziková analýza) je dokument, který byl zaveden novelou zákona o ochraně veřejného zdraví (§ 3c) v roce 2017 a je povinnou součástí provozních řádů vodovodů v Česku. Je pak povinností každého provozovatele tento dokument každý rok revidovat a jednou za pět let kompletně přepracovat. Obdobou tohoto dokumentu ve světě je tzv. water safety plan, v potravinářství pak HACCP.

## Zavedení
I když obdobné dokumenty byly například v Nizozemsku součástí právních předpisů již v 90. letech 20. století, do světové praxe se tento typ rizikové analýzy dostal až v roce 2004, kdy Světová zdravotnická organizace (WHO) představila koncepci zabezpečení dodávky nezávadné vody na základě komplexního hodnocení vodárenských soustav a řízení rizik, který nazvala Water safety plan. Mezi lety 2006 a 2010 byl proto proveden výzkum EK Techneau, v rámci kterého byla zkoumána bezpečnost zásobování pitnou vodou. Během výzkumu došlo k vypracování několika posouzení rizik (například v ČR se jednalo o středočeskou Březnici). Výsledkem tohoto výzkumu byla implementace tohoto dokumentu do evropské legislativy, která vyšla jako směrnice Rady 98/83/ES o jakosti vody určené k lidské spotřebě ve znění směrnice Komise (EU) 2015/1787. Do české legislativy byla tato problematika implementována 1. listopadu 2017 zákonem č. 202/2017 Sb. novelizujícím zákon č. 258/2000 Sb., o ochraně veřejného zdraví.

## Obsah
Povinnou součástí posouzení rizik je dle zákona o ochraně veřejného zdraví:
- popis systému zásobování vodou
- popis zjištěných nebezpečí a odhad jejich závažnosti
- stanovení nápravných nebo kontrolních opatření k odstranění nebo zmírnění nepřijatelných rizik v celém systému zásobování

## Postup vypracování posouzení rizik
Přesný postup při vypracovávání posouzení rizik je dán Přílohou č. 7 vyhlášky 252/2004 Sb. a je následující:
- ustavení osoby či pracovního týmu
- popis systému zásobování vodou
- identifikace nebezpečí
- charakterizace rizika
- nápravná a kontrolní opatření
- provozní monitorování kritických bodů
- verifikace
- přezkoumání účinnosti

Možnými chybami při realizaci jednotlivých bodů je nedostatečná kvalifikace členů týmu (případně složení týmu pouze z osob přímo se podílejících na provozování, tedy trpících provozní slepotou), nedostatečná prohlídka všech částí vodárenského systému, podhodnocení jednotlivých rizikových bodů apod.